# القبالة (الواحات البحرية)
القبالة هي إحدى القرى التابعة لمركز الواحات البحرية في محافظة الجيزة في جمهورية مصر العربية.